# 黒田裕樹
黒田 裕樹（くろだ ひろき、1973年1月25日 - ）は、日本の生物学者。専門は発生生物学。慶應義塾大学環境情報学部 (SFC)教授。学術博士。

## 人物
1973年、京都市にて次男として生まれる。
学生時代
京都市立大宮小学校に入学し、京都市立加茂川中学校、京都市立紫野高等学校を経て、樫の実学園にて1年間の浪人生活を送り、名古屋大学理学部に進学。大学在学中にインドネシアに野生のオランウータンを求めて旅をするなどした。大学3年次よりは分子生物学科に所属。名古屋大学卒業後は東京大学大学院総合文化研究科 広域科学専攻 生命環境科学系の大学院に進学。中胚葉誘導物質の発見などで知られる浅島誠の指導を受けた。大学院時代には脊索細胞の集合する機構について調べ、Axial Protocadherinと呼ばれる分子が脊索細胞が集合する上で必要不可欠な分子であることを突き止めた。
留学時代
学生時代の業績が評価され、博士号取得後は米国UCLAにおいて、エドワード・デ・ロバーティス教授の下でポスドクとして分子発生生物学の研究に取り組んだ。笹井芳樹は兄弟子にあたる。4年間の米国滞在中にも神経発生に関する重要な領域であるBCNEセンターを発見するなどした。尚、米国滞在中に吉野家の牛丼の味を簡単に再現するレシピをネット上で公開していたところ、朝日新聞に取り上げられ、ニューヨーク・タイムズでも紹介された。顕微鏡化で胚の一部を切り貼りする胚操作技術において卓越した職人芸ともいえる技術を有しており、自身の作成した二次軸を持つアフリカツメガエル胚の写真は、生物学の世界最高峰の教科書であるキャンベル生物学の中でも紹介されている。
大学教員として
2005年4月、静岡大学 教育学部の教員(准教授)となった。2009年より静岡大学 創造科学技術大学院 (博士課程)も兼担した。静岡大学における8年間の研究活動の中でCellなどの雑誌にも共著論文を掲載させるなどした。教育活動においても、YouTubeにて自身の研究室に所属した生物初心者向けの授業をビデオ公開、小中高等学校において年間に10件近い出前講座を開催するなどした。2013年4月からは慶應義塾大学環境情報学部 (SFC)の准教授、2020年4月より教授。2020年7月31日に自身初の単著『休み時間の分子生物学』を著す。2021年9月に行われた日本生物学オリンピック本選2021鶴岡大会(山形)では大会の実行委員長を担当した(大会はコロナ禍の影響でオンライン開催となった)。続く2022年9月に行われた日本生物学オリンピック本選2022鶴岡大会(山形)においても、2年連続で大会の実行委員長を務めた(この年は鶴岡市での現地開催が実現した)。2022年大会も、いつオンライン大会に切り替わるかわからない情勢の中、それに対応できる仕組みを構築した。2年連続の開催は史上初であり、その両方で実行委員長を務め、オンラインとオンサイトの両方の成功させた手腕は評価される。現在の研究は両生類胚を用いた発生生物学研究の技術に長け、幹細胞から生命体ができるための仕組み、発生過程における時間軸の重要性、小分子が発生に与える影響、などを調べている。主にアフリカツメガエルを研究に用いること、自身の小学校時代からのニックネームがケロであることなどから、自身の研究室に「ケロラボ」という愛称をつけている。